# خوزه کالوو
خوزه کالوو (انگلیسی: José Calvo؛ ۳ مارس ۱۹۱۶ – ۱۶ مه ۱۹۸۰ (aged ۶۴)) بازیگر اهل اسپانیا بود. وی بین سال‌های ۱۹۵۲ تا ۱۹۸۰ میلادی فعالیت می‌کرد.
از فیلم‌هایی که وی در آن نقش داشته است، می‌توان به دوبار شلیک کن، تعطیلات آخر هفته، به سبک ایتالیایی، به خاطر یک مشت دلار، ویریدیانا، تریستانا، شب‌های داغ دون ژوان، ضیافت تراژیک و آدم‌کشی‌های کوچه بزرگ اشاره کرد.